# IYPT 2010
O IYPT 2010 foi a vigésima terceira edição do Torneio Internacional de Jovens Físicos (International Young Physicists' Tournament). A competição foi realizada entre os dias 9 e 18 de julho de 2010 na cidade de Viena, na Áustria.
Esta edição foi disputada pela delegação de 23 países, além de dois observadores. Singapura se tornou campeão geral pela primeira vez na história do torneio. Áustria, Nova Zelândia e Coreia do Sul também conquistaram medalhas de ouro.
Depois de se ausentar durante as edições de 2008 e 2009, o Brasil voltou a ser representado na competição, desta vez ao lado da Eslovênia como um dos países observadores.

## Cidade-sede
Ao sediar o IYPT de 2010, Viena tornou-se a primeira cidade fora da Rússia a receber o torneio em mais de uma ocasião. Afinal, o local já havia sido escolhido como sede da edição de 1999, vencida pela Alemanha.
Os "Physics Fights" foram realizados na Universidade de Tecnologia de Viena, instituição fundada há quase duzentos anos, contando atualmente com cerca de 17.600 estudantes. As cerimônias solenes ocorreram na Academica de Ciências da Áustria.
Viena se destaca como capital da Áustria, além de centro cultural e político do país. Segundo a pesquisa "Qualidade de Vida no Mundo 2007", Viena é a melhor cidade do mundo para se viver.

## Participação do Brasil
Após dois anos sem participar da competição, a Brasil atuou como observador do IYPT 2010, seguindo o estatuto do Torneio Internacional.
O representante da B8 Projetos Educacionais Allison Hirata apresentou ao IOC (Internactional Organizing Committee) o projeto desenvolvido no país para voltar a preparar equipes para o Torneio Internacional. Com o aval dos delegados estrangeiros, a entidade organizou ainda em 2010 um projeto piloto do IYPT Brasil.
A partir de 2011, esta competição nacional volta a ser classificatória para a formação do time brasileiro na edição internacional do IYPT.

## Torneio Internacional
O torneio internacional seguiu o alto padrão das edições anteriores. Membros do comitê local e voluntários da organizaram atuaram na recepção e no acompanhamento dos times estrangeiros durante as cerimônias e os eventos culturais.
A programação geral seguiu o padrão implementado das edições anteriores, com os Physics Fights classificatórios divididos em quatro dias e com um dia de intervalo em relação ao PF Final.
Ao término das atividades do IYPT 2010, o IOC permaneceu em Viena para discussão do regulamento e dos problemas do IYPT do ano seguinte.

### Programação resumida
- 9 de julho: Chegada das delegações, Reunião do IOC, Workshop do Júri.
- 10 de julho: Cerimônia de Abertura, PF#01.
- 11 de julho: PF#02, PF#03.
- 12 de julho: PF#04, Atividade cultural.
- 13 de julho: PF#05, Atividade cultural.
- 14 de julho: Passeio turístico.
- 15 de julho: PF Final, Cerimônia de Encerramento.
- 16 de julho: Partida das delegações, Reunião do IOC.
- 17 de julho: Reunião do IOC.
- 18 de julho: Partida do IOC.

## Atividades culturais
Nos dias em que não havia atividades oficiais previstas, alunos e líderes visitaram os seguintes pontos turísticos da região, entre outros:
- Palácio de Schönbrunn
- Abadia de Melk
- Prater

## Resultado Final
Pela primeira vez, o critério de premiação foi alterado, de modo que todos os países finalistas receberam medalhas de ouro. As equipes classificadas a seguir, receberam medalhas de prata e bronze, de modo que o máximo de premiados não excedesse 50% dos participantes.
A delegação de Singapura foi proclamada campeã geral do IYPT 2011. Áustria, Nova Zelândia e Coreia do Sul também receberam medalhas de ouro.
Alemanha, Taiwan, Irã, Austrália e Eslováquia ficaram com medalhas de prata. China, Suécia e Croácia ficaram com o bronze.